# Championnats d'Afrique de pentathlon moderne 2006
Navigation
Édition précédente Édition suivante
Les championnats d'Afrique de pentathlon moderne 2006 ont lieu du 22 au 26 mars 2006 au Caire, en Égypte. Cette compétition est open, c'est-à-dire ouverte aux pentathloniens d'autres continents. Le premier Africain est quant à lui sacré champion d'Afrique.

## Médaillés africains
Les médaillés de ces championnats d'Afrique sont :
| Individuel hommes | Amro El Geziry (EGY) | Yasser Hefny (EGY) | Mena Tadros (EGY) |  |  |  |
|                   |                      |                    |                   |  |  |  |
| Individuel femmes | Aya Medany (EGY)     | Omnia Fakhry (EGY) | Radwa Abdel (EGY) |  |  |  |

## Tableau des médailles
| Rang  | Nation | Or | Argent | Bronze | Total |
| ----- | ------ | -- | ------ | ------ | ----- |
| 1     | Égypte | 2  | 2      | 2      | 6     |
| Total | Total  | 2  | 2      | 2      | 6     |

## Classement open
| Rang | Nom                        |
| ---- | -------------------------- |
| 1    | Amro El Geziry (EGY)       |
| 2    | Deniss Čerkovskis (LAT)    |
| 3    | Dmytro Kirpulyanskyy (UKR) |

| Rang | Nom                   |
| ---- | --------------------- |
| 1    | Vivien Máthé (HUN)    |
| 2    | Paulina Boenisz (POL) |
| 3    | Donata Rimšaitė (LAT) |